# Avezan
Avezan település Franciaországban, Gers megyében. Lakosainak száma 87 fő (2022. január 1.). Avezan Gaudonville, Mauroux, Saint-Clar, Saint-Léonard és Tournecoupe községekkel határos.

## Népesség
A település népességének változása:
| Lakosok száma | 99   | 77   | 83   | 76   | 72   | 93   | 107  | 112  | 104  | 87   |
|               | 1968 | 1982 | 1990 | 2006 | 2013 | 2015 | 2017 | 2019 | 2020 | 2022 |